# Steppenwolf (personaggio)
Steppenwolf (noto anche come "La fine dei Mondi") è un personaggio dei fumetti creato da Jack Kirby nel 1972, pubblicato dalla DC Comics.

## Storia del personaggio
Steppenwolf comanda l'esercito di Apokolips; è lo zio di Darkseid e fratello di Heggra. Millenni fa, con il suo lancia-reti, uccise Avia moglie di Izaya di Nuova Genesi (poi diventato Altopadre), il quale durante una battaglia si vendicò uccidendolo (apparentemente). In realtà Steppenwolf è poi tornato ed è apparso in altre storie dell'universo DC.
Ha partecipato al tentato dominio della Terra da parte del nipote mostrando il suo incredibile ingegno e la sua potenza piegando la metà degli eroi in difesa del pianeta.

## Poteri e abilità
Anche se i poteri di Steppenwolf sono di gran lunga inferiori a quello del suo potentissimo nipote Darkseid, l'enorme potenziale di Steppenwolf deriva dalla sua natura di Apokolips, infatti dispone di forza, resistenza, velocità, agilità e riflessi sovrumani: la sua forza è paragonabile a quella di Doomsday, e lo si è visto resistere anche ai potenti raggi di Capitan Atom e al tridente indistruttibile di Aquaman. È persino immune alla morte naturale.
Dotato di un'intelligenza straordinaria e di fini doti strategiche, in qualità di "Dio dell'Inganno e delle Malefatte" Steppenwolf è inoltre un superbo manipolatore capace di convincere praticamente chiunque, tramite l'inganno, a fare qualsiasi cosa desideri.

## Altri media

### Televisione
Steppenwolf è apparso nelle seguenti serie animate:
- Superman, nell'episodio in due parti Apokalips... Now, doppiato da Sherman Howard.
- Justice League, nell'episodio in due parti Crepuscolo, doppiato da Corey Burton.
- Batman: The Brave and the Bold, nell'episodio Scontro nell'arena, doppiato da Kevin Michael Richardson.
- Justice League Action, nell'episodio Sole Rosso sul pianeta Terra, doppiato da Peter Jessop.

### Cinema
- In una scena del film Batman v Superman: Dawn of Justice tagliata dalla versione cinematografica rilasciata dalla Warner Bros. su YouTube (scena che andrà poi con altre a comparire nell'edizione estesa del film) si vede Lex Luthor colloquiare nell'astronave kryptoniana con Steppenwolf che, alla vista dei militari venuti per arrestare Luthor, svanisce.
- Il personaggio è l'antagonista principale del film Justice League e nella director's cut della pellicola Zack Snyder's Justice League (in quest'ultima appare con il design che aveva nella versione estesa di Batman v Superman), interpretato dall'attore Ciarán Hinds.